# Diffusilina
Diffusilina es un género de foraminífero bentónico de la familia Diffusilinidae, de la superfamilia Astrorhizoidea, del suborden Astrorhizina y del orden Astrorhizida. Su especie tipo es Diffusilina humilis. Su rango cronoestratigráfico abarca el Holoceno.

## Discusión
Clasificaciones previas incluían Diffusilina en el suborden Textulariina del orden Textulariida.

## Clasificación
Diffusilina incluye a las siguientes especies:
- Diffusilina humilis
- Diffusilina papillata